# ستارزبلاي
ستارزبلاي هي خدمة اشتراك فيديو عند الطلب متدفقة الخدمة تقدمها ستارز، والتي تقدم قائمة من الإنتاجات من القناة الكبلية الأمريكية ستارز، التي تملكها شركة ستارز. كما أن لديها أفلامًا ومسلسلات وأفلامًا وثائقية من باقي إنتاجات الشركة، وكذلك من استوديوهات دولية أخرى.

## تاريخ
في أغسطس 2018، أكد جون فيلتهايمر، الرئيس التنفيذي لشركة لايونزغيت، التي تمتلك ستارز، أن خدمة البث المباشر ستارزبلاي الخاصة به ستهدف إلى توسع دولي، بدأ بشكل أساسي من قبل أوروبا وأمريكا اللاتينية والشرق الأوسط وبعض أجزاء من إفريقيا. في فبراير 2019، تم إطلاق الخدمة في المملكة العربية السعودية. في 28 مارس 2019، تم إطلاق الخدمة في إسبانيا عبر أبل تي في وفودافون تي في و أورنج تي في. في مايو 2019، تم التأكيد على أن الخدمة ستصل أيضًا إلى أمريكا اللاتينية، حيث تم عرضها لأول مرة في 29 مايو 2019 عبر أبل تي في، وفي 1 يوليو وصلت إلى الشرق الأوسط وأفريقيا.
في سبتمبر 2019، تم التأكيد على أن الخدمة ستكون متاحة في المكسيك من خلال تطبيق ازي تي في. في 26 سبتمبر 2019، تم التأكيد على أن الخدمة ستكون متاحة في توتال بلاي. في 8 أكتوبر، أُعلن أن الخدمة ستكون متاحًا أيضًا على أمازون برايم فيديو.
في 25 نوفمبر 2019، تم إطلاق تطبيق الخدمة في المكسيك، البرازيل، فرنسا، ألمانيا والمملكة المتحدة.
في 2 أبريل 2020، تم الإعلان عن إطلاق الخدمة على روكو بالمكسيك والمملكة المتحدة. في 28 أبريل 2020، تم الإعلان عن إطلاق الخدمة في اليابان عبر أبل تي في، روكو وأمازون فاير تي في.
في 10 يونيو 2020، تم الإعلان عن إطلاق الخدمة على راكوتن في إسبانيا.
في 29 أكتوبر 2020، تم إطلاق تطبيق الخدمة في الأرجنتين وتشيلي. في 30 نوفمبر، تم الإعلان عن إطلاق الخدمة على موفيستار تي في، والتي تضمنتها كاشتراك إضافي في خدمتها في الأرجنتين. في 18 ديسمبر، تم الإعلان عن إطلاق الخدمة أيضًا على موفيستار تي في، والتي تضمنتها كاشتراك إضافي في خدمتها في تشيلي.
في 6 نوفمبر 2020، أُعلن أنها ستكون متاحًا في إسبانيا عبر أمازون برايم فيديو.
في 10 ديسمبر 2020، تم إطلاق تطبيق الخدمة في كولومبيا.

## تسيير
تعمل الخدمة بموجب اشتراك سابق من تطبيق ستارزبلاي على أبل تي في أو منصته المتاحة، بمجرد اشتراك المستخدم، سيستمتع بـ 7 أيام من كتالوج الخدمة بالكامل.
لكل مستخدم مسجل، يُسمح باتصال ما يصل إلى أربعة أجهزة مختلفة، بغض النظر عن النظام الأساسي المستخدم. لا يمكن إضافة المزيد، ولكن يجب إزالة أحد الأجهزة الأربعة لتغيير الأجهزة.

## البرمجة الأصلية
يتضمن كتالوج المسلسلات التلفزيونية على المنصة في الغالب سلسلة من إنتاج ستارز الأصلية وتلفزيون لايونزغيت، بما في ذلك أيضًا مسلسلات من شركات إنتاج أخرى مثل تلفزيون سوني بيكتشرز،أول-3 ميديا (All3 Media)، هولو، ديسكفري وغيرهم من شركات الإنتاج الأخرى (على حسب المنطقة).

## توافق الأجهزة
الأجهزة التالية متوافقة مع ستارزبلاي:
- أبل تي في: الجيل الثالث.
- ازي: (آي أو إس وأندرويد) (فقط في المكسيك).
- أجهزة أبل (آيفون وآيباد): إصدار آي أو إس 12.3 أو أحدث.
- الهواتف والأجهزة اللوحية لأندرويد: إصدار البرنامج 5.0 (لولي بوب) أو أحدث. (شبه الجزيرة العربية، المكسيك، البرازيل، فرنسا، ألمانيا، المملكة المتحدة، إسبانيا، إيطاليا، الأرجنتين، تشيلي وكولومبيا)
- التلفزيون الذكي: طرازات سامسونج بدءًا من عام 2019 وما بعده، طرازات إل جي بدءًا من عام 2020 فصاعدًا.
- مشغل ألعاب فيديو: بلاي ستيشن 4. (شبه الجزيرة العربية)
- فودافون تي في: تطبيق مثبت مسبقًا يمكن الوصول إليه من خلال قائمة التطبيقات. (إسبانيا)
- أورنج تي في: تطبيق مثبت مسبقًا ويمكن الوصول إليه من خلال قائمة التطبيقات. (إسبانيا)
- أمازون برايم فيديو: تطبيق بين برايم فيديو + ستارزبلاي. (المملكة المتحدة، المكسيك وإسبانيا)
- فيرجين تي في: التطبيق مثبت مسبقًا ويمكن الوصول إليه من خلال قائمة التطبيقات. (المملكة المتحدة)
- روكو التطبيق مثبت مسبقًا ويمكن الوصول إليه من خلال قائمة التطبيقات. (المملكة المتحدة، المكسيك، البرازيل واليابان)